# Mur d'Hadrien
Le mur d'Hadrien (en anglais : Hadrian's Wall ; en scots : Hadrian's waw ; en latin : Vallum Aelium) est une fortification faite de pierre et de terre construite entre 122 et 127 apr. J.-C. L'empereur Hadrien fit édifier ce mur de défense sur toute la largeur du nord de l'actuelle Angleterre, qui correspond à peu près à la frontière Angleterre-Écosse actuelle. Le nom est également parfois employé pour désigner cette frontière moderne, même si celle-ci diffère.
Ce mur long de 80 milles romains (environ 117,5 km) traverse le nord de l’île d’ouest en est, de la mer d’Irlande à l'embouchure du fleuve Tyne, sur la mer du Nord. Il avait pour fonction de protéger la frontière nord de la province romaine de Bretagne des attaques des « barbares », terme utilisé par les Romains pour désigner les peuplades non gréco-romaines, ici en l'occurrence les Pictes.
Le mur est flanqué de 300 tours, dont 80 fortins de défense principaux et protégé par dix-sept camps retranchés. Les fortins sont situés tous les milles romains (d'où leur nom en anglais : « milecastle »). 
Le mur a délimité le nord de l'Empire romain jusqu'à la construction du mur d'Antonin, en 142 apr. J.-C., plus au nord (preuve de la progression romaine et du symbole impérial que représentaient de tels murs). Cependant, vers 160 apr. J.-C., le mur d'Antonin est abandonné par les troupes romaines sous la pression d'invasions pictes et le mur d'Hadrien redevient la frontière nord de l'Empire.
En plus de son utilisation comme fortification militaire et comme marque de puissance politique, on[Qui ?] pense que les portes du mur auraient également servi de postes de contrôle pour la perception de taxes sur les produits importés. Ce limes breton fortifié est en effet plus symbolique qu'efficace.
Une partie importante du mur existe toujours, en particulier dans la partie centrale où il est encore praticable à pied sans danger. C'est aujourd'hui l'attraction touristique la plus populaire de la région. En 1987, l'UNESCO l'a inscrit sur la liste du patrimoine mondial. Le musée Hancock d'histoire naturelle, à Newcastle, lui consacre une salle entière.

## Situation géographique

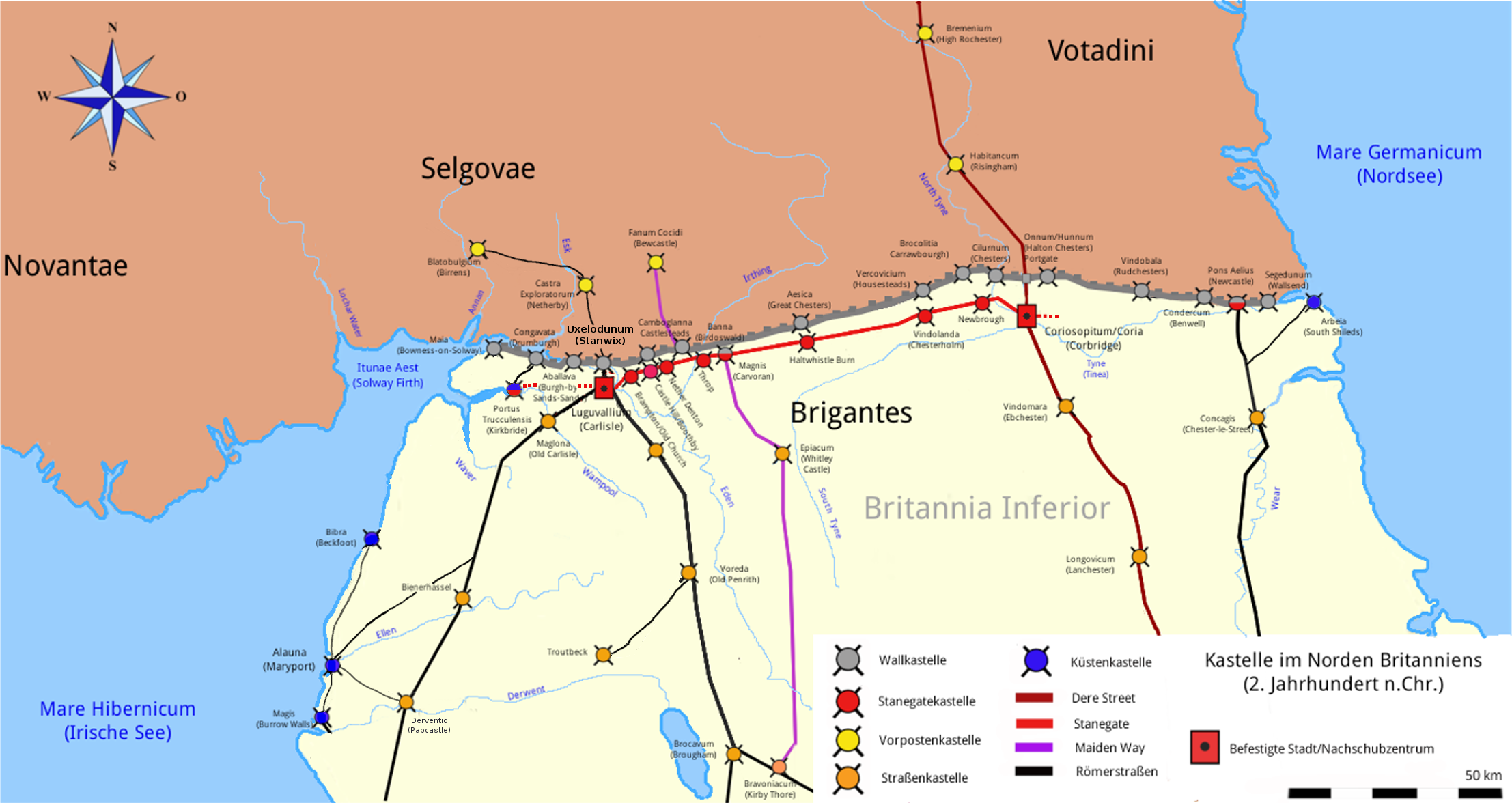
Fortifications au Mur d'Hadrien

Le mur d’Hadrien se trouve au Royaume-Uni, dans le nord de l’Angleterre actuelle, et s’étend à travers les comtés de Northumberland et de Cumbria. Il coupe en effet l’isthme s’étendant sur 127 km entre l’embouchure de la Tyne et la baie de Solway. L’extrémité orientale du mur se trouve plus précisément à Wallsend près de Newcastle upon Tyne à environ 8 km de la côte. De là, il part en direction du nord-ouest en longues sections rectilignes jusqu’au Whin Sill, où son tracé est plus tortueux, afin de suivre les crêtes. Après avoir traversé l’Irthing, il poursuit à nouveau en lignes droites vers le sud-ouest, en direction de Carlisle, puis vers le nord-ouest à partir de ce point, le long de l’Eden jusqu’à Bowness-on-Solway où il se prolonge dans la mer. Bien que le mur s’arrête à cet endroit, un système de fortins et de tour de garde se poursuit sur environ 40 km le long de la côte vers le sud.

## Historiographie

### État des recherches
Bien qu’ayant attiré l’intérêt des érudits dès le XVIe siècle, ce n’est qu’au XVIIIe siècle que le mur commence à faire l’objet de recherches plus systématiques. À cette époque, la construction est encore attribuée à Septime Sévère : bien que Hadrien ait été proposé dès 1527 par l’écossais Hector Boece, puis par l’italien Polydore Virgil en 1534, leurs théories sont mises à l’écart par les érudits anglais, qui refusent que la tradition anglaise soit remise en question par des étrangers. Il faut attendre l’ouvrage de John Hodgson History of the Northumberland, paru en 1840, pour que cette idée s’impose enfin,. Hodgson rompt également de manière importante avec les écrits antérieurs en ce qui concerne la chronologie relative du mur en avançant que l’ensemble des éléments datent de la période d’Hadrien, alors qu’auparavant le vallum était considéré antérieur aux constructions en pierre. 
L'engouement pour les ruines du mur s'accroît dans les années suivantes, notamment dans le sillage de John Collingwood Bruce, qui fonde en 1849 le pèlerinage du mur d'Hadrien, donne de nombreuses conférences et publie en 1851 The Roman Wall, qui contribue à diffuser les idées de Hodgson. Les excavations se multiplient également sous la patronage de philanthropes locaux comme John Clayton, bien que la manière dont elles sont menées conduit parfois à plus de dommages que de bénéfices. Néanmoins, elles permettent de mettre au jour des portes, ce qui révolutionne la compréhension du rôle du mur, qui était jusque-là perçu comme une frontière imperméable.
Les premières fouilles archéologiques, au sens moderne du terme, sont conduites au début du XXe siècle par Ian Richmond et F.G. Simpson, ce qui permet d’identifier le schéma de construction.
Dans les années 1930 émerge la théorie selon laquelle le mur a été construit, détruit et reconstruit plusieurs fois au cours de son histoire. Cette théorie devient très populaire dans les décennies suivantes et se retrouve dans tous les ouvrages jusqu’à la fin des années 1950, notamment ceux d’Eric Bayley et Ian Richmond, qui sont alors considérés comme les autorités sur le sujet. Parallèlement émerge la théorie, soutenue par Bayley, que le mur n’a pas de fonction défensive, mais une simple fonction économique de contrôle des mouvements de population et de marchandises, comparable au mur des Fermiers généraux à Paris au XVIIIe siècle.
Le modèle des périodes est toutefois remis en cause au début des années 1960, puis définitivement abandonné dans les années 1970. De nouvelles fouilles mettent en effet en évidence un schéma bien plus complexe, l’histoire du mur ne pouvant pas être considérée de manière globale, avec des variations pouvant être importantes selon les sites.

### État des sources
En dehors de quelques rares allusions dans les textes des historiens romains, il n’existe aucune source documentaire sur le mur d’Hadrien. En effet, bien que les forts de Vindolanda et Carlisle aient livré plusieurs milliers de tablettes ayant servi à la gestion des troupes basées sur place, ces documents sont antérieurs à la construction du mur et ne livrent donc aucune information à son sujet, même s’ils sont précieux pour comprendre l’organisation des légions sur place au début du IIe siècle.
Le corpus des inscriptions comprend davantage d’occurrences, mais fournit des informations plus limitées que ne le ferait un document de gestion : il s’agit essentiellement de dates de construction ou d’éléments permettant de situer la présence d’une unité militaire à un emplacement du mur. Ces inscriptions sont de plusieurs types : millésimes marquant l’achèvement d’une structure, bornes milliaires ou encore pierres tombales, ces dernières n’étant pas nécessairement sur place, mais pouvant se trouver à l’autre bout du monde romain du fait des mouvements de troupes.
L’archéologie constitue ainsi la principale source d’information sur le mur et son fonctionnement et offre les meilleures perspectives, environ 92% de l’emprise des fortifications, dont la plupart des forts et fortins, n’ayant pas encore été fouillée en 2017. Elle se heurte toutefois à ses propres difficultés : en particulier les couches archéologiques remontant à la période de fonctionnement du mur offrent la plupart du temps de moins bonnes conditions de conservation du mobilier périssable que les couches plus profondes, l’exemple typique de cette situation étant Vindolanda où les tablettes en bois antérieures à la construction du mur ont été préservées, mais pas celles des couches supérieures.

## Histoire

### Contexte
La conquête de la Bretagne commence en 43 à l’initiative de l’empereur Claude et s’étend pendant plusieurs décennies, jusqu’en 83 et la victoire de Julius Agricola à la bataille du Mont Graupius. Dans les années qui suivent, les Romains cherchent à sécuriser les Highlands avec un réseau de forts s’étendant au nord jusqu’à Inchtuthil. Toutefois, peut-être en raison de l’invasion des Daces qui siphonne les troupes disponibles, ces efforts sont presque immédiatement interrompus et les territoires situés au nord d’une ligne courant du fort de Trimontium, près de Newstead, à Dalswinton sont abandonnés peu après 86.
Le retrait des légions stationnées en Bretagne se poursuit à l’époque de Trajan, ce qui oblige les Romains à évacuer progressivement le sud de l’actuelle Écosse. Une ligne de forts est alors construite le long d’une route, appelée aujourd’hui Stanegate, s’étendant entre Carlisle et Corbridge. L’empereur Hadrien visite la région en 121 ou 122 et décide à ce moment-là de faire construire un mur pour délimiter la frontière, décision qui pourrait être en rapport avec les troubles importants qui secouent la région sous son règne. La datation de ce conflit demeure incertaine, mais l’historiographie récente tend à le situer vers 122, l’érection du mur constituant ainsi une réponse à une menace immédiate des tribus calédoniennes.

### Édification
La construction du mur a dû débuter peu de temps après la visite de l’empereur, probablement en 123. Le chantier est placé sous la responsabilité de Aulus Platorius Nepos, un ami d’Hadrien qui devient gouverneur vers le mois de juillet 122. Le tracé retenu n’est pas celui de la ligne de la Stanegate, mais s’étend plus au nord, le long de l’extrémité septentrionale du Tyne Gap. Le projet initial semble avoir été assez différent de ce qui a été effectivement réalisé. Dans un premier temps, les Romains ne commencent en effet à construire un mur de pierre que dans la partie orientale, tandis que de l’Irthing à Bowness-on-Solway le mur est en mottes de gazon. Cette différence pourrait indiquer le besoin de disposer rapidement de fortifications à l’ouest.
Très rapidement, peut-être dès 124, les plans sont toutefois profondément modifiés. L’épaisseur du mur de pierre est diminuée, là encore probablement pour permettre son achèvement le plus rapidement possible : initialement prévue à 2,96 m, elle est réduite ensuite à 2,35 m au maximum, allant même jusqu’à 1,83 m par endroits. Mais le changement le plus important affecte le plan général lui-même : le plan d’origine prévoyait que le mur ne soit garni que de tours et de forts milliaires, les grands forts restant en arrière le long de la Stanegate, mais lors de la révision il est décidé d’implanter ces forts directement sur le tracé du mur. Cette modification contraint toutefois les Romains à démanteler une partie des fortifications déjà construites pour pouvoir insérer les forts dans le dispositif.
Peu de temps après, le plan général est une nouvelle fois modifié afin de protéger les arrières du mur, du côté du territoire romain donc, avec des levées de terre et un fossé, ouvrages appelés collectivement vallum. Par ailleurs, le tracé initial, qui s’arrêtait à Newcastle, est prolongé jusqu’à Wallsend. À peu près au même moment, une partie du mur en mottes de gazon est remplacé par une construction en pierre. Étant donné que les inscriptions encastrées dans le mur ne mentionnent que le nom du gouverneur Nepos et non de son successeur Lucius Trebius Germanus, le mur a été terminé avant 127, date la plus tardive possible de l’arrivée en poste de ce dernier.

### Service et abandon
Vers 142, les Romains poussent une nouvelle fois leur expansion vers le Nord. Un autre mur, dit mur d’Antonin, est construit entre le Firth of Forth et le Firth of Clyde. Le mur d’Hadrien, devenu inutile, est alors abandonné, mais les étendues septentrionales s’avérant rapidement incontrôlables, il est remis en service dès 163. C’est à ce moment que la route militaire est construite immédiatement derrière le mur et que les parties encore en mottes de gazon sont remplacées par un mur en pierre. Toutefois, cette réoccupation ne s’étend pas aux fortifications côtières prolongeant le mur le long de la côte ouest entre Bowness-on-Solway et Ravenglass. Même si le mur d’Antonin est brièvement réoccupé au début du IIIe siècle, le mur d’Hadrien reste actif à partir de ce moment. Il ne parvient toutefois pas à empêcher toutes les incursions et échoue en particulier à contenir les Pictes lors de l’invasion de 368.
Le mur dispose encore d’une garnison aux environs de l’an 400, mais a probablement été définitivement abandonné peu de temps après. En effet, les légions stationnées en Bretagne proclament empereur l’un des leurs sous le nom de Constantin III. Celui-ci part immédiatement pour le continent pour s’assurer le trône impérial, en emmenant avec lui une grande partie des troupes supposées défendre la province. Même si une garnison a peut-être subsisté sur le mur, la déliquescence progressive de l’administration et le non-paiement des soldes ont probablement entraîné à court terme la désertion de la plupart de ces troupes, laissant le mur sans défense.

### Le mur après les Romains
L’histoire du mur dans les siècles postérieures est mal connue, celui-ci n’étant que rarement mentionné. Il semble que certains forts, comme Birdoswald, aient été occupés par des chefs locaux. Le mur se dégrade progressivement sous l’effet du manque d’entretien et du réemploi des pierres par les habitants de la région pour construire églises et châteaux. Ces pillages ne semblent pas avoir été généralisés avant le XVIe siècle, les récits des voyageurs du début de la Renaissance décrivant souvent des structures très visibles dans le paysage. De fait, la ruine du mur survient surtout à la suite de la révolution agricole du XVIIIe siècle qui entraîne son démantèlement afin de permettre l’extension des surfaces cultivées.

### Le temps de la protection
Les premiers éléments du mur commencent à faire l’objet d’une protection de l’État britannique à partir des années 1930. Le premier site pris en charge est le fort de Corbridge en 1933, suivi d’une petite portion du mur en 1934. Au fil des années l’État a acquis davantage de vestiges et d’autres sont à la charge des collectivités locales, mais la plus grande partie du mur reste toutefois entre les mains de propriétaires privés. L’entretien des sections possédées par l’État est assuré par l’English Heritage, tandis que divers organismes comme le National Trust, le Vidolanda Trust ou encore le service des musées de Tyne and Wear s’occupent du reste.
Le mur d’Hadrien est inscrit au patrimoine mondial depuis 1987. Il fait en outre partie depuis 2005 d’un ensemble plus large classé par l’UNESCO et intitulé « Frontières de l’Empire romain », comprenant les différents limes bâti dans le monde par les Romains.

## Construction

### Matériaux et logistique
Le mur utilise différents types de pierres : les parements sont généralement en calcaire ou plus rarement en grès rose aux endroits où il y n’y a pas de calcaire à distance raisonnable, ainsi que du basalte dans les fondations. S’y ajoutent les matériaux nécessaires à la confection du mortier : la chaux, produite à partir de calcaire et de charbon, l’eau et le sable. De l’argile à blocaux est également utilisée dans le blocage. Enfin le chantier a besoin d’importantes quantités de bois brut, de fer et d’acier pour les ouvrages, mais aussi pour les échafaudages et les outils.
L’acheminement des matériaux est la principale difficulté du chantier. Les estimations et les expérimentations montrent en effet qu’une section de quatorze mètres du mur nécessite environ 400 tonnes de pierre et plus de 3 500 litres d’eau pour le mortier. Par extrapolation, il est possible d’estimer pour l’ensemble du mur le besoin en pierre à environ 1,5 million de tonnes, auquel s’ajoute pour le mortier environ 2,5 millions de litres d’eau, 15 500 tonnes de chaux et 53 500 tonnes de sable.

### Organisation et méthodes de construction
Conformément à l’usage romain pour les travaux d’infrastructure, la construction est effectuée par les soldats des légions, à savoir la legio II Augusta, la legio VI Victrix, la legio XX Valeria Victrix, ainsi qu’avec les troupes de marine de la classis Britannica. Une légion se voit attribuer des secteurs d’environ huit kilomètres de long, que le praefectus castrorum partage ensuite entre plusieurs centuries, sous la responsabilité de leur centurions respectifs. Il semble que les légionnaires aient plutôt été chargés des travaux de construction, tandis que les auxiliaires sont plutôt affectés à la tâche plus ingrate de préparation du terrain. Celle-ci est le premier travail effectué après que les géomètres aient balisé le tracé du mur et consiste à défricher le terrain, ainsi qu’à creuser le vallum et le fossé extérieur. Le sol composé d’argile à blocaux parsemé de blocs dépassant la tonne ou rocheux par endroit rend toutefois ces travaux d’excavation pénibles, au point que le creusement des fossés a été abandonné par endroits. La construction des fortifications commence par les forts milliaires et les tours, qui sont ensuite reliés par le mur.
Le mur est formé de deux parements entre lesquels se trouve un blocage dont la nature varie selon les constructions. À l’origine, seul celui des forts milliaires fait usage de mortier, tandis que le mur a un blocage constitué des déchets issus du creusement du fossé, dont la composition est d’environ 75% de pierres de divers calibre et de 25% d’argile à blocaux. Ce type de blocage a toutefois l’inconvénient de rendre la structure instable, et certaines sections ont été ultérieurement reconstruites avec un blocage au mortier, peut-être du fait de leur dégradation, voire d’un écroulement.

## Fonctions et effets

### Contrôle et défense
À l’origine, le mur semble avoir été d’abord pensé comme un moyen de contrôle de la frontière. Il doit ainsi être vu à la lumière de la distinction que font les Romains entre ceux vivant dans l’Empire et les barbares, c’est-à-dire de leur point de vue ceux vivant en dehors de ses limites. Ceux-ci ne peuvent en effet y entrer que sous escorte militaire, sans armes et en payant des taxes. En imposant le passage à des emplacements prévus, le mur permet donc d’assurer ces contrôles.
En dehors de la protection contre les petites bandes volant le bétail, le mur n’a ainsi initialement pas pour objectif de défendre la frontière, rôle dévolu aux forts de la ligne de la Stanegate. L’implantation des forts sur le mur peu de temps après le début de sa construction montre toutefois que les Romains ont rapidement réalisé que le mur constitue un obstacle autant pour eux que pour l’adversaire. En effet, l’armée romaine reste à cette époque une force de manœuvre plutôt que de forteresse et ses officiers préfèrent sortir affronter l’adversaire sur un espace ouvert que depuis des murs : en stationnant leurs forces défensives sur la Stanegate, les Romains limitent ainsi fortement leur capacité à manœuvrer, alors que leurs positionnement directement sur le mur leur permet d’agir de manière proactive,.
Ce rôle hybride de contrôle et de défense et l’ajout de ce dernier après le début des travaux explique probablement pourquoi le mur oscillait entre frontière ouverte et fermée. La présence de portes donnant sur l’extérieur dans chaque fort milliaire donne en effet l’impression d’une frontière prévue pour être franchie en de nombreux points, mais en réalité ces portes n’ont probablement qu’un rôle militaire en l’absence de ponts pour franchir autant le fossé extérieur que le vallum ailleurs qu’à l’emplacement des forts,. De même, le mur n’a pas vraiment en lui-même de capacité défensive : le chemin de ronde est par exemple trop étroit et trop difficilement accessible pour permettre de combattre efficacement depuis son sommet, rien n’est par ailleurs prévu pour battre le pied du mur et il n’existe pas non plus d’emplacements pour de l’artillerie.

### Impact sur les populations locales
Bien que difficile à documenter, en dehors de quelques traces archéologiques, l’impact du mur sur les populations locales a probablement été très important. Dans un premier temps, cet impact est fortement négatif. Les fermes se trouvant directement sur le trajet du mur sont détruites, sans que l’on sache si leurs propriétaires ont reçu une quelconque compensation. C’est toutefois au niveau de l’organisation foncière que les perturbations sont les plus fortes, le mur coupant les chemins locaux et divisant les parcelles agricoles, dont les parties situées de l’autre côté deviennent inaccessibles.
Dans un second temps, le mur a un effet profond sur l’économie locale du fait de la présence de nombreux soldats. Ceux-ci ont besoin d’alimentation, de divertissement et d’autres choses, tout en ayant l’avantage de disposer d’une rémunération régulière et plutôt élevée par rapport au niveau de vie local. Cela entraîne, d’une part, la formation de localités aux abords des forts et, d’autre part, l’adaptation de la production agricole et artisanale locale aux besoins des soldats, avec par exemple une augmentation de la production de céréales. L’effet positif de ces échanges sur les populations locales ne doit cependant pas être surestimé et doit en revanche être mis en balance avec les effets négatifs de la présence des soldats. Les témoignages abondent en effet dans tout l’Empire quant à la dangerosité de ceux-ci, qui volent et molestent régulièrement et en toute impunité les civils.

## Architecture

### Organisation générale
Bien que, du fait de sa longueur, l’épaisseur et les matériaux du mur varient selon les endroits, sa disposition générale est en revanche la même sur l’ensemble du tracé. Le mur est ainsi ponctué d’ouvrages défensifs qui se succèdent selon un motif et des intervalles précis, ne variant que légèrement pour s’adapter à la topographie. Ainsi, tous les mille romain, soit 1 480 m, se trouve un fortin, ou fort milliaire. De même, entre deux fortins sont disposées deux tours de garde espacées d’un tiers de mille, soit 493 m. À peu près tous les huit milles, soit environ 12 km, se trouve un fort de plus grande taille. Bien qu’il n’y ait plus de mur au-delà de Bowness-on-Solway, cette alternance entre fort, fortin et tour de garde se poursuit selon le même rythme le long de la côté de Cumbrie.
En avant du mur se trouvent des obstacles apparentés au cippi : un alignement sur plusieurs rangées de troncs d’arbres dont les branches sont entremêlées et taillées en pointes. Ces obstacles sont suivis d’un talus puis d’un fossé de 8 m de large et 3 m de profondeur. Les étendues se trouvant au nord du mur ne sont pas désertes : dans une zone comprise entre 15 et 80 km de profondeur se trouvent des forts servant de fortifications avancées. Le mur ne constitue ainsi pas à proprement parler une frontière, l’espace militairement contrôlé par les Romains s’étendant bien au-delà de celui-ci.
En arrière du mur et sur toute sa longueur comprise entre Newcastle et Bowness, l’ouvrage est sécurisé par un fossé à fond plat, appelé vallum, mesurant 6 m de large et 3 m de profondeur et rehaussé de chaque côté par un talus. Cet obstacle sert notamment à protéger la route courant entre celui-ci et le mur, qui constitue un lien logistique vital entre les ouvrages défensifs.
La régularité de ce système a permis de concevoir vers 1920 une méthode de numérotation des ouvrages permettant leur identification précise. Par convention, les fortins sont donc numérotés d’est en ouest, puis du nord au sud le long de la côte de Cumbrie. Les tours situées entre deux portent le numéro du fortin précédent suivi de la mention A ou B : ainsi les tours se trouvant entre les fortins 52 et 53 sont numérotées 52A et 52B. Les forts étant moins nombreux, ils ne sont pas numérotés mais sont désignés chacun par leur nom, le nom moderne étant généralement privilégié du fait de l’incertitude planant sur leur nom latin.

### Forts
Bien qu’il n’ait pas été prévu à l’origine d’implanter des forts directement sur le mur, les plans changent rapidement et quatorze forts sont finalement bâtis directement sur le mur à intervalle régulier, de sorte que le trajet entre deux d’entre eux soit limité à une demi-journée de marche. Il s’y ajoute par ailleurs trois forts à proximité immédiate de la ligne de front. Des forts sont également établis le long de la côte occidentale, mais ceux-ci sont construits en mottes de gazon et en bois plutôt qu’en pierre et sont rapidement abandonnés, dès le milieu du IIe siècle.
Les forts sont construits selon un plan standardisé qui se retrouve dans tout l’Empire. Chacun est protégé par une courtine d’environ 4 m de haut garnie de tours et précédée d’un ou plusieurs fossés en V d’environ 5,5 m et 3 m de profondeur. L’espace intérieur est divisé en quatre quartiers par la via principalis et la via prætoria, à l’intersection desquelles se trouve le quartier général, ou principia, où se situent le tribunal, le trésor, le sacellum, sanctuaire où sont rangés les étendards et les images impériales ainsi que les chambres des signiferi et du cornicularius. De part et d’autre de la principia se trouvent le prétoire (prætorium, où loge le commandant de la garnison) et les greniers (horrea). De chaque côté de cette travée centrale se trouvent les ateliers (fabricæ) et les étables (stabuli), puis derrière ceux-ci les baraquements des soldats. Ceux-ci sont des blocs oblongs abritant une centurie, avec à une extrémité un grand appartement pour l’officier commandant puis dix chambres logeant chacune un contubernium de huit hommes. Dans les forts de cavalerie, les baraquements abritent à la fois les hommes et leurs chevaux.

### Forts milliaires

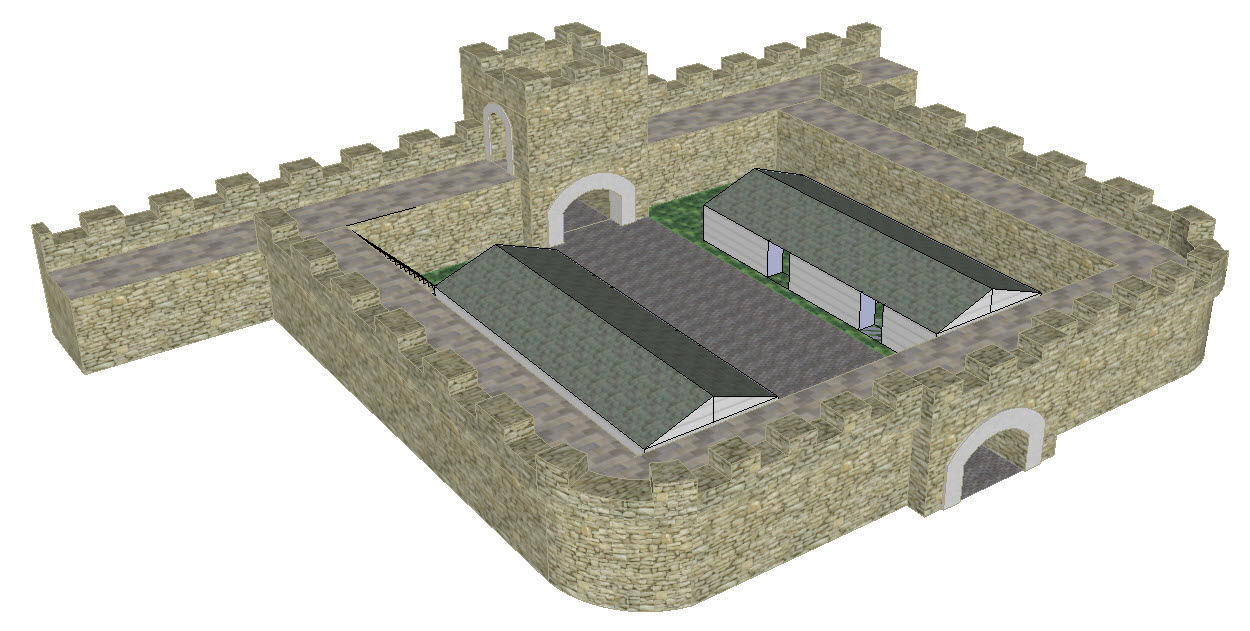
Proposition de restitution d’un fort milliaire.

Les forts milliaires suivent pour la plupart un plan standardisé quadrangulaire, dont le côté nord est aligné sur le mur, sans saillie du côté de l’attaque. Les forts milliaires permettent de franchir le mur par deux portes à arc en plein cintre percées respectivement dans le mur au nord et dans le mur d’enceinte du fortin au sud. La porte donnant sur l’extérieur est coiffée d’une petite tour installée à cheval sur le mur avec deux portes donnant sur le chemin de ronde. Ce dernier est lui-même accessible par un escalier se trouvant dans l’angle nord-est du fort. Les fortins sont tous construits en pierre, mais certains ont dans un premier temps eu des murs en gazon avant d’être reconstruits ultérieurement. En revanche, les forts milliaires situés le long de la côte occidentale sont restés dans leur état d’origine et n’ont pas été reconstruits du fait de l’abandon définitif des fortifications côtières dès le milieu du IIe siècle.
Les forts milliaires servent de base de vie aux soldats patrouillant sur le mur. L’espace intérieur est donc occupé par un ou deux bâtiments oblongs servant de baraquements et par un four à pain implanté dans l’angle nord-ouest. Au vu de leurs dimensions réduites, ces fortins ne pouvaient probablement accueillir guère plus de huit hommes en même temps, mais du fait de la rotation des gardes, jusqu’à trente-deux soldats auraient pu y être rattachés.

### Tours

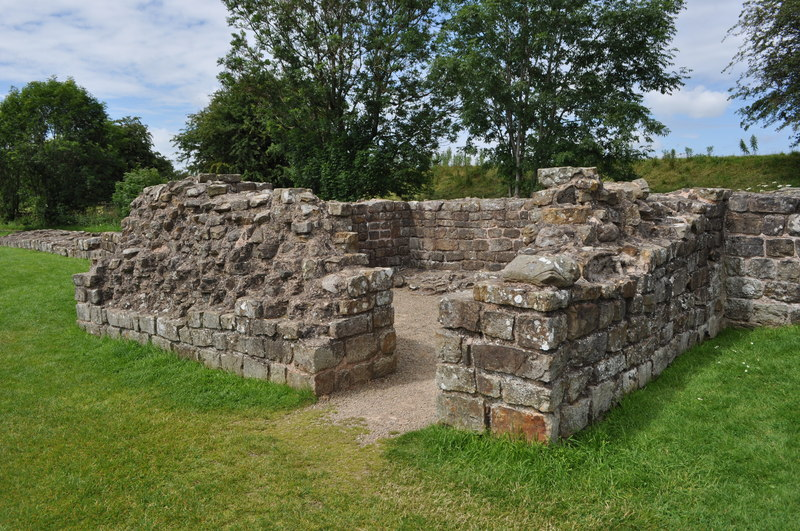
Ruines de la tour 52A à Burtholme.

Les tours d’intervalle placées sur le mur sont toutes construites sur le même modèle avec un plan carré d’environ trois mètres de côté pour une hauteur estimée d’environ neuf mètres. Ces tours, qui sont toujours construites en pierre, ne présentent pas de saillie du côté de l’attaque, leur face nord étant dans l’alignement du mur. Elles comportent un rez-de-chaussée avec une porte donnant sur le côté intérieur du mur et un étage de plain-pied avec le chemin de ronde ; la couverture de l’ensemble n’est pas connue, mais il y a consensus pour dire qu’il s’agissait probablement d’une toiture en bâtière. L’étage est accessible par une échelle amovible depuis le rez-de-chaussée ou par deux portes donnant de chaque côté sur le chemin de ronde.
Ces tours sont moins des postes de combat que des abris pour les soldats patrouillant sur le mur le temps de leur garde. À ce titre, le rez-de-chaussée est équipé d’un foyer ouvert permettant de se réchauffer et de cuisiner.

### Ponts
Le mur doit traverser trois grands cours d’eau sur son trajet : la North Tyne à hauteur du fort de Chesters, l’Irthing et l’Eden. Aucun élément n’est connu sur le pont sur l'Eden, mais les deux autres partagent les mêmes caractéristiques. À l’origine il s’agit de grandes passerelles construites sur des piles hexagonales et prolongeant le chemin de ronde du mur au-dessus de l’eau plutôt que de ponts routiers. L’accès est gardé de chaque côté par une tour-porte,.
Les ponts doivent être réparés, parfois de manière assez importante, plusieurs fois dans la deuxième moitié du IIe siècle en raison de dommages causés par des inondations. Ils sont finalement entièrement reconstruits au début du IIIe siècle pour devenir des ponts routiers. Le pont de Chesters donne un aperçu représentatif de leur nouvel aspect : construction en opus quadratum, avec quatre grandes arches reposant sur des piles massives dotées d’avant-becs et des parapets en pierre décorés de colonnes et de stèles. L’histoire postérieure de ces ponts est mal connue, mais il semble que, faute d’entretien après l’abandon du mur d’Hadrien, ils se soient simplement dégradés avec le temps et qu’ils avaient déjà en grande partie disparu à la fin du Moyen Âge.

## Garnison
Le mur d’Hadrien n’est pas gardé par les légions, qui sont stationnés bien plus au sud, mais par des troupes auxiliaires. Celles-ci sont de trois types : les alae, unités de cavalerie, les cohortes peditata composées d’infanterie et les cohortes equitatae, unités composites contenant à la fois de l’infanterie et de la cavalerie. La majeure partie sont dites quingenaria, c’est-à-dire qu’elles comptent environ cinq cents hommes, mais quelques-unes sont dites milliaria, avec un effectif plus ou moins doublé. De manière générale, la cavalerie est concentrée à proximité des routes et dans l’ouest, notamment aux forts de Stanwix, de Chesters et de Benwell, tandis que l’infanterie est chargée des secteurs plus isolés.
Composées de non-citoyens, ces troupes auxiliaires sont formées en unités ethniques recrutées principalement en Gaule et en Germanie, mais certaines unités viennent d’aussi loin que l’Hispanie, comme l’ala I Hispanorum Asturum quingenaria ou de Thrace, comme la cohors I Thracum quingenaria equitata. Toutefois, les unités perdent progressivement leur caractère ethnique à mesure que le temps passe lorsqu’elles sont stationnées loin de leur région d’origine, les trous dans les effectifs étant comblés avec des recrues locales. Il est ainsi probable que beaucoup de ces unités comptaient une proportion plus ou moins importantes de Bretons.
Si, comme il est probable, l’organisation militaire le long du mur d’Hadrien est la même que dans le reste de l’Empire, environ 25% de l’effectif monte la garde quotidiennement, le reste étant affecté à l’entretien et à l’approvisionnement du camp ou détaché pour des missions extérieures, par exemple en tant que gardes auprès du gouverneur provincial. Les conditions de vie des soldats sont bonnes dans l’ensemble, et au demeurant souvent meilleures que celles des civils. L’alimentation est basée sur le régime méditerranéen, avec l’adjonction toutefois de produits plus septentrionaux comme la cervoise. Tous les forts disposent également de thermes construits à proximité. Bien que le règlement militaire interdit en théorie aux soldats de se marier, les mariages de fait ne sont pas rares. De la même manière, la distinction entre espace civil et espace militaire est probablement moins stricte que ne pourraient le faire croire les règles, des soldats faisant venir leur épouse dans le forts, tandis que d’autres s’installent avec elle dans les villages avoisinants.

## Le mur dans l’imaginaire

### Symbole chrétien
Chez les auteurs du Haut Moyen Âge le mur d’Hadrien devient un accessoires de récits moralisateurs. Ainsi, Gildas raconte que les Bretons, attaqués par les Scots et les Pictes, demandent de l’aide à Rome, qui les aide en envoyant une légion. Ayant vaincu les ennemis, celle-ci rentre chez elle en conseillant aux Bretons de construire un mur, mais ceux-ci étant incompétents et mal dirigés, ils construisent un mur en terre qui ne résiste pas, obligeant les Romains à revenir à leur aide. Ceux-ci construisent alors un mur en pierre pour les Bretons avant de repartir, mais du fait de leur paresse et de leur manque de courage ces derniers ne défendent pas le mur correctement et sont envahis par les barbares. Une histoire similaire, en dehors de quelques variations, se retrouve chez Bède.
Ces histoires mettent l’accent sur la responsabilité des Bretons des Lowlands dans l’invasion des tribus païennes, la menace qui en résulte pour le christianisme et, partant de là, pour la vie même puisque de leur point de vue les païens sont des sauvages assoiffés de sang. Cela permet de présenter ensuite la conquête de la région par les rois de Northumbrie comme une libération de celle-ci par les successeurs de l’Empire romain : Oswald triomphe ainsi des païens à Heavenfield, à quelques encablures du mur, et protège ainsi les chrétiens de la région comme l’avaient fait les Romains avant lui.

### Symbole identitaire
Le mur apparaît déjà chez Bède et Gildas comme un symbole identitaire, séparant le monde chrétien du monde païen. Cette vision se renforce au cours du Moyen Âge, le mur apparaissant comme une frontière naturelle entre les Anglais et les Écossais. Une carte du XIIIe siècle dépeint ainsi le mur avec la légende « le mur séparant les Anglais des Écossais ». Au XVIe siècle, une garde de nuit est établie par les locaux le long d’une partie du mur afin de se prémunir des rapines des border reivers. Certains habitants de la région demandent même à la reine Élisabeth de reconstruire le mur, leurs suppliques faisant l’amalgame entre Romains et Anglais d’un côté contre Pictes et Écossais de l’autre, avec toutes les connotations que cela implique.
Cette construction identitaire se développe au cours du XVIIIe siècle chez les érudits. Les auteurs anglais comme William Stukeley se présentant comme les continuateurs des Romains défendant la civilisation depuis le mur, tandis que les auteurs écossais comme Alexander Gordon se représentent en descendants de Pictes détruisant le mur pour libérer la contrée de l’esclavage romain.